# Баешти (Бузау)
Баешти (рум. Băești) насеље је у Румунији у округу Бузау у општини Чернатешти. Oпштина се налази на надморској висини од 330 m.

## Становништво
Према подацима из 2002. године у насељу је живело 63 становника, од којих су сви румунске националности.